# Samuil Karlovič Grejg
Samuil Karlovič Grejg (rusko Самуи́л Ка́рлович Грейг, izgovorjava "Greg"), ruski mornariški častnik, * 30. november 1735, Inverkeithing, Škotska † 15. oktober 1788, Reval, Ruski imperij.
Bil je ruski admiral škotskega porekla. Izkazal se je v bitkah pri Česmi in Hoglandu. Je oče admirala Alekseja Grejga.

## Življenjepis
Rodil se je v Inverkeithingu na Škotskem. Sprva je bil mornar na očetovih ladjah, na to pa se je pridružil Kraljevi vojni mornarici. Prisoten je bil v bitki pri Goreeju, bitki v zalivu Quiberon in bitki za Havano.
Ko je rusko sodišče zaprosilo britansko vlado naj pošlje nekaj britanskih mornariških častnikov za izboljšavo svoje vojne mornarice, je bil med izbranimi tudi Grejg. Zaradi visokih sposobnosti je hitro napredoval in dosegel čin kapitana. Leta 1770 je sodeloval v bitki pri Česmi. Poveljeval je skupini ladij, ki je bila del večje eskadre pod poveljstvom grofa Alekseja Grigorjeviča Orlova in admirala Grigorija Andrejeviča Spriridova. Grejg je v boju uspešno uničil turško floto 15 linijskih ladij, čeprav je bila ruska skupina ladij veliko šibkejša in je imela samo 9 linijskih ladij. Takoj po bitki ga je grof Orlov povišal v admirala, kar je bilo potrjeno s pismom carice Katarine II.
Naslednjič se je admiral Grejg izkazal proti Švedom v bitki pri Hoglandu. Nekaj dni po zmagi v bitki je zbolel za hudo vročino (takrat je v vojni mornarici  razsajala epidemija trebušnega tifusa), nakar je bil odpeljan v Reval, kjer je umrl 26. oktobra 1788 na krovu svoje ladje Rostislav.